# Futbol Club Barcelona (baseball)
Il Futbol Club Barcelona è stata una squadra di baseball spagnola, con sede a Barcellona, sezione sportiva dell'omonima squadra calcistica.

## Storia
Nacque nel 1941, nel periodo in cui il baseball spagnolo era dominato soprattutto dalle sezioni sportive di celebri società di calcio. Disputò le prime edizioni del Campionato di Spagna vincendone tre. In seguito passò in secondo piano e non conobbe nuovi successi per diversi decenni.
Il FC Barcelona tornò a lottare per i titoli nazionali agli a partire dal 2005, quando perse la finale di Coppa del Re contro i Rojos de Candelaria. Nel 2007 vinse il primo trofeo europeo, la Coppa CEB, e l'anno seguente si ripeté sconfiggendo i Nettuno in finale. Si qualificò così per le Final Four (svoltesi al Pérez de Rozas), ma fu sconfitto da San Marino e da Grosseto. Dopo essere arrivato secondo nelle precedenti cinque edizioni, finalmente nel 2011 riuscì ad ottenere il quarto titolo nazionale.
Subito dopo questa vittoria, tuttavia, la sezione sportiva fu sciolta per volere dei dirigenti del Futbol Club Barcelona. Per mantenere viva la tradizione della storica squadra venne perciò fondata una nuova società tuttora attiva, il Club Beisbol Barcelona.

## Palmarès
- Campionati spagnoli: 4

1946, 1947, 1956, 2011
- CEB Cup: 2

2007, 2008

### Altri piazzamenti
- Campionato spagnolo:

secondo posto: 2006, 2007, 2008, 2009, 2010
- Coppa del Re:

finalista: 2005, 2007
- Coppa delle Coppe:

terzo posto: 2006